# Kenda Rubber Industrial Company
KENDA Rubber Industrial Company es un fabricante de llantas y neumáticos con sede principal en la ciudad de Yuanlin, Taiwán, fundada en 1962 (Hace 63 años). También tiene sedes en China y Vietnam. Fabrica neumáticos para bicicletas, motocicletas, vehículos todo terreno, remolques, automóviles y equipos industriales.